# Acraea omrora
Acraea omrora är en fjärilsart som beskrevs av Henry Trimen 1894. Acraea omrora ingår i släktet Acraea och familjen praktfjärilar. Inga underarter finns listade i Catalogue of Life.